# Regina Music Box

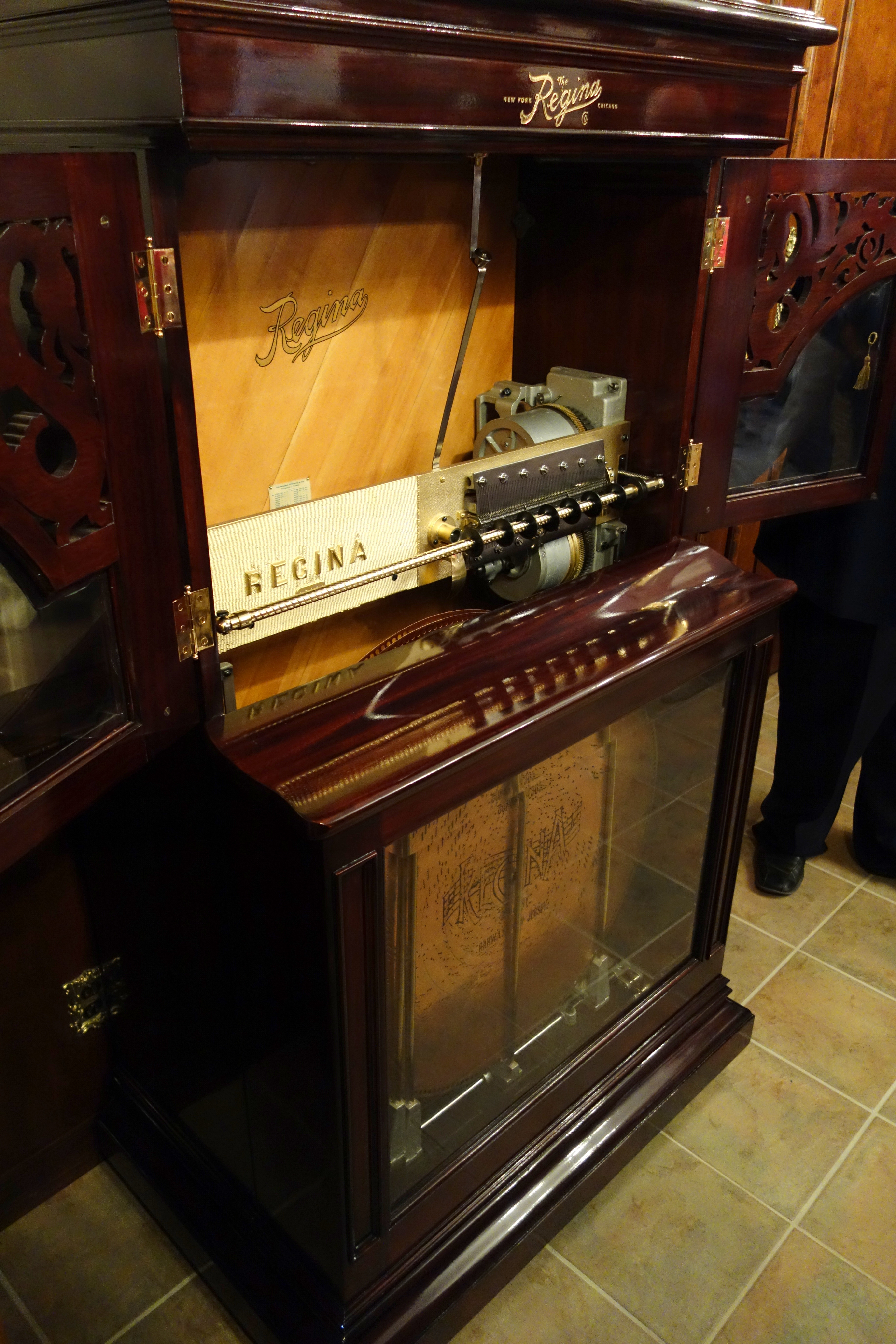

De Regina Music Box is een schijvenspeeldoos geproduceerd in de Verenigde Staten in de periode 1889-1922.

## Geschiedenis bedrijf
De oprichters van de Regina Music Box Company in New Jersey waren Gustave Brachhausen
en Paul Reissner, medewerkers van Lochmannscher Musikwerke, Kuhno Lochmann & Co in Leipzig die de schijvenspeeldoos 
Symphonion in 1885 op de markt brachten.
In 1889 verlieten zij het bedrijf en richtten het bedrijf Polyphon op dat een verbeterde versie op de markt bracht.
Ze exporteerden hun product naar de V.S. en lieten er daar een meubel om bouwen tot in 1890 de McKinley Tariff Act
de export te duur maakte.
Brachhausen kocht in 1890 een perceel grond in Rahway, New Jersey en bouwde daar een fabriek voor de productie van de complete box en de platen.
Ze startten het bedrijf Regina Music Box Company dat van 1894 tot 1922 de populaire schijvenspeeldozen produceerde.
In de jaren 1889 - 1899 verkregen zij 27 patenten op het apparaat en de onderdelen.

## Beschrijving

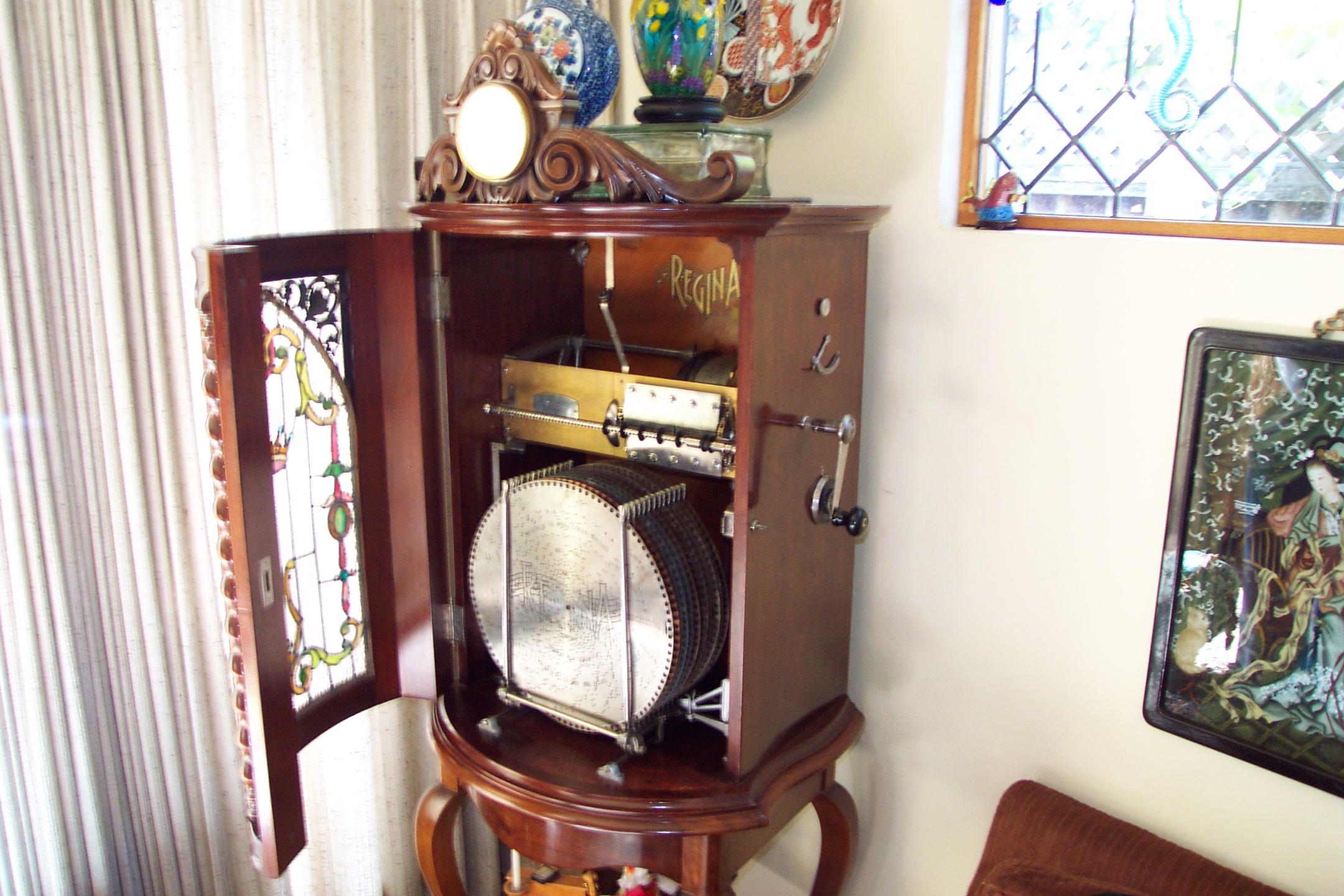

Regina Music Box vertoont grote gelijkenis met de Duitse voorgangers uit Leipzig, het Symphion en de Polyphon. De grootste verschillen geven vooral de geproduceerde platen met muziek die volledig was afgestemd op de Amerikaanse smaak in die tijd, o.a. volks- en dansmuziek, spirituals en Souza-marsen.
Om deze geheel nieuw te ontwikkelen melodieën op metalen platen te produceren werd uit Zwitserland Octave Felicien Chaillet
(1849-1930) aangetrokken. Hij was horlogemaker, musicus en ontwikkelaar van muziekdozen. Chaillet arrangeerde meer dan 1000 nummers, de platen werden vervaardigd in een breed gamma van 8,5 tot 27 inch (21,6 - 68,6 cm).
In 1897 werd de automatische schijfwisselaar door Brachhausen gepatenteerd en men verzorgde niet alleen de productie 
maar ook de installatie en het onderhoud van de op munten werkende muziekkasten. Deze stonden vaak in cafés en danszalen en fungeerden als dansorkest.
De Regina's stonden bekend om de rijke toon door het gebruik van een dubbele set kammen.
De constructie is standaard met het kam- en het sterrad mechaniek gemonteerd op een zware stalen frame dat op zijn beurt aan de wand of dubbele bodem van het apparaat was bevestigd die diende als klankkast.
Bij de opkomst van de grammofoon (1889) werd nog een hybride ontwikkeld, de Reginafoon, maar al heel snel viel door de dalende omzet in 1922 het doek.

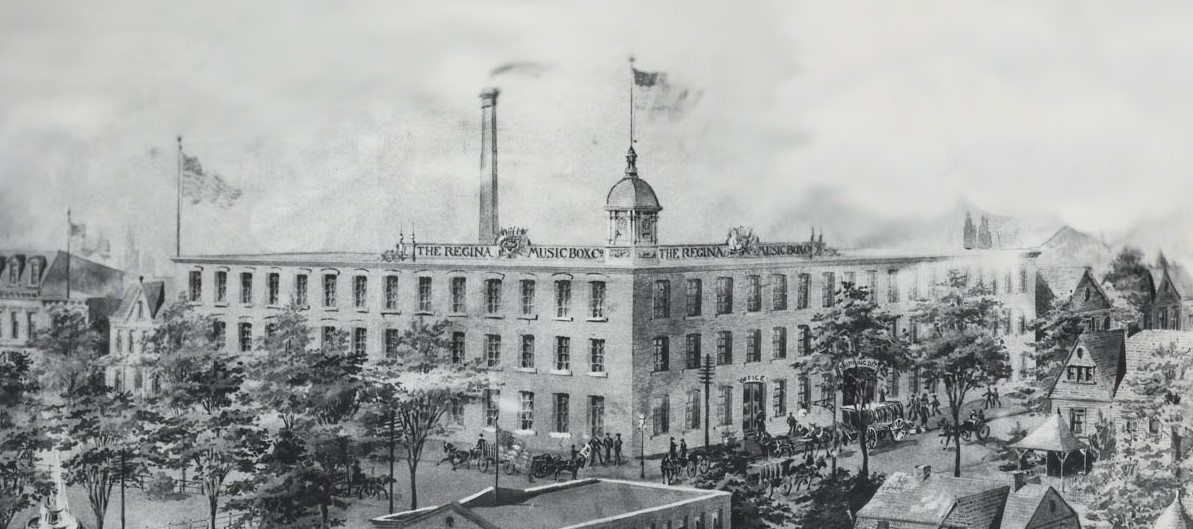

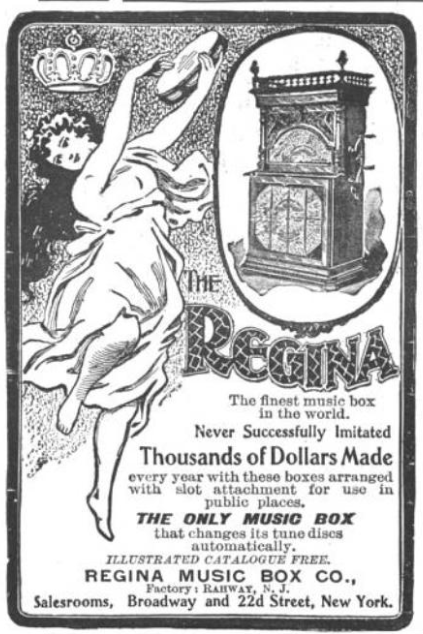

## List of Tunes
| 248 | Der Tyroler and sein Kind, Tyrolese Song | Nesmuller               |
| 249 | Forest Devotion                          | Abt                     |
| 250 | Einsamm bin ich nicht alleine            | Weber                   |
| 251 | Grand Entry March Tannhauser             | Richard Wagner          |
| 252 | Miserere ah! the la morte, I1 Trovatore  | Verdi                   |
| 253 | Santa Lucia, Neapolitan Song             |                         |
| 254 | Schier dreissig Jabre bin du alt         | Eleanor                 |
| 255 | Wenn Ich ein Vogelin War en              |                         |
| 256 | The Dandy Queen                          | Linck                   |
| 257 | Lingaling Polka                          | Oéde                    |
| 258 | At Supper, Song                          | Chatau                  |
| 260 | Conversation Waltz                       | Maxstadt                |
| 261 | King Charle's March                      | Unrath                  |
| 262 | On the Marvellous Rhine                  | Forster                 |
| 263 | Prudent Peggy                            | Strauss                 |
| 264 | Vienna March                             | Mulier                  |
| 265 | Strolling Round the Town                 | Harry Castling          |
| 266 | The Rowdy Dowdy Boys                     | John McGlennon          |
| 267 | 'E dunno,where'e are                     | Elspett                 |
| 268 | Two Little Girls in Blue                 | Charles Graham          |
| 269 | Private Tommy Atkins                     | Samuel Potter           |
| 270 | Down the Road                            | Fred Gilbert            |
| 271 | Go Bang                                  | Carl Kiefert            |
| 272 | La Didily-Idily Umtit-Umti-ay            |                         |
| 273 | All in a Row                             |                         |
| 274 | Looking for a Coon Like Me               | Bessie Wentworth        |
| 275 | Oh Maria, if You Love me                 |                         |
| 276 | When Your ride has had a Thumble         |                         |
| 277 | Sunshine Above                           |                         |
| 279 | Sprites by Night                         | Frederiks               |
| 280 | Monte Carlo                              | Kaps                    |
| 281 | An old Sweet Greeting, wals              | Leonard Gautier         |
| 282 | Twiggy Voo?                              |                         |
| 283 | One of the Boys                          |                         |
| 284 | All Have a Drink With Me                 | Deane                   |
| 285 | Marguerite of Monte Carlo                | Vernon                  |
| 286 | I'll Take You Home Again, Kathleen       | Carr                    |
| 287 | Oh I What Times They Must Have Been      | Nestendorf              |
| 288 | Sarah! I A Donkey-Cart Built for Two     | Joseph Tabrar           |
| 289 | Half-past Nine                           | Bedford                 |
| 290 | Washington Post March                    | Le Brunn                |
| 291 | Pas de Quartre                           | Souza                   |
| 292 | Skirt Dance                              | Moore                   |
| 293 | The Liberty Bell                         | Souza                   |
| 294 | Sweet Marie                              | Stern                   |
| 295 | Dixies Land                              | Lausing                 |
| 295 | The Little Lost Child                    | Foster                  |
| 297 | The Darkie's Dream                       | Gannt                   |
| 298 | Maggie Mooney                            | James Thornton          |
| 299 | My Old Kentucky Home                     | Stephen Foster          |
| 300 | Push Dem Clouds Away                     | Percey Gaunt            |
| 301 | Russian Air                              |                         |
| 302 | Russian Air                              |                         |
| 303 | Russian Air                              |                         |
| 304 | Russian Air                              |                         |
| 305 | When the Summer Comes Again              | Beaford                 |
| 306 | The Ship I Love                          | Felix McGlennon         |
| 307 | The Village Blacksmith                   | Willoughby Hunter Weiss |
| 308 | The Song that Reached My Heart           | Julian Jordan           |
| 309 | Christmas Song                           | Mark Schultz            |
| 310 | Herzklopfen Polka                        | Eduard Kremser          |
| 311 | Cumel                                    | Prososila               |
| 312 | Der Zinnhusar                            | Wilhelm Kienzl          |

## Wetenswaardigheden
In 1901 trouwde Gustave met Alice Chaillet, de jongste dochter van Octave Chaillet. 
Ze was 17 jaar jonger dan Gustave, het echtpaar kreeg een zoon, Maurice.